# Zahida Manzoor
Pour les articles homonymes, voir Manzoor.
Zahida Parveen Manzoor (née le 25 mai 1958) est une femme d'affaires britannique et membre conservateur de la Chambre des lords. 

## Jeunesse
Elle est née à Rawalpindi, au Pakistan de Nazir Ahmed (vétéran militaire et homme d'affaires) et Mahroof Ahmed. Elle s'installe en Angleterre à l'âge de quatre ans,. Elle devient infirmière avant de fréquenter l'Université de Leeds (1983) et de recevoir une maîtrise de l'Université de Bradford en 1989. Elle est conférencière avant de passer à un certain nombre de postes de direction au NHS, puis à la réglementation des services juridiques. 

## Carrière
De 1992 à 1997, Manzoor est présidente de la Bradford Health Authority avant d'être nommé l'un des huit présidents régionaux du National Health Service (NHS). Dans ce poste, elle est responsable de la région du Nord et du Yorkshire du NHS avec un budget de 3,5 milliards de livres et desservant une population de 6,3 millions d'habitants. Elle occupe ce poste de 1997 à 2001, période pendant laquelle elle est également membre du Conseil d'orientation du NHS. 
En 1993, elle devient membre de la Commission pour l'égalité raciale, puis occupe le poste de vice-président de 1993 à 1995. Depuis 1999, elle est évaluatrice indépendante pour le ministère des Affaires étrangères. De 1997 à 2003, elle est administratrice au conseil de la Société nationale pour la protection de cruauté envers les enfants (NSPCC). De 1996 à 2003, elle est cofondatrice et directrice d'Intellisys Limited, une entreprise de conseil en technologies de l'information et en gestion,. En 1992, elle est nommée par le Conseil privé comme membre de la Cour de l'Université de Bradford. De 1991 à 1993, elle est membre du conseil des gouverneurs de l'Université de Sheffield Hallam. De 1990 à 1996, elle est directrice régionale du Common Purpose Charitable Trust. Elle devient chevalier de l'Ordre de l'Empire britannique (CBE) en 1998. 
En 2004, le Lord grand chancelier nomme Manzoor au poste de Commissaire aux plaintes des services juridiques pour l'Angleterre et le Pays de Galles. Dans ce rôle, Manzoor est le régulateur statutaire chargé de superviser le traitement des plaintes par le Barreau et a reçu des pouvoirs importants pour fixer des objectifs d'amélioration des performances et imposer des sanctions financières allant jusqu'à 1 million de livres sterling en cas de non-respect de ces objectifs. Elle utilise ces pouvoirs pour améliorer le traitement des plaintes par le Barreau. Elle quitte ce poste en avril 2010. 

## Chambre des lords
Le 6 septembre 2013, elle est créée pair à vie prenant le titre de baronne Manzoor, de Knightsbridge dans le quartier royal de Kensington et Chelsea. Elle siège à la Chambre des lords avec les libéraux démocrates puis chez les non affiliés, après avoir démissionné du whip Lib Dem en 2016. 
Le 9 octobre 2016, elle rejoint le Parti conservateur et est nommée whip du gouvernement en 2018, mais démissionne de son poste de whip en mai 2019. 